# 高津聖志
高津 聖志（たかつ きよし、1944年11月16日 - ）は、日本の免疫学者、富山県薬事研究所所長・富山大学客員教授・東京大学名誉教授、医学博士（大阪大学）。専門は免疫学、細胞生物学。B細胞研究における第一人者であり、アレルギーなどを抑える細胞を増やすインターロイキン-5（IL‐5）とその受容体を本庶佑と共に同定し、遺伝子を単離したことで世界的に知られる。2003年から2004年に亘って、第13代日本免疫学会会長を務めた。

## 略歴
- 1944年 中華民国に生まれる。1歳の時に帰国し、長野県塩尻市で育つ。
- 1963年 長野県松本深志高等学校卒業。
- 1967年 富山大学薬学部卒業。
- 1969年 富山大学大学院薬学研究科（前期課程）修了。
- 1973年 大阪大学大学院医学研究科修了、大阪大学　医学博士　論文の題は　「抗ハプテン抗体産生における細胞間協同作用に及ぼす抗体の影響」。 [2] Johns Hopkins University School of Medicine, Postdoctoral Fellow。
- 1976年 大阪大学医学部腫瘍発生学部門助手。
- 1978年 大阪大学医学部腫瘍発生学部門助教授。
- 1982年 熊本大学医学部免疫生物部門教授。
- 1991年 東京大学医科学研究所免疫学部門教授。
- 1998年 東京大学医科学研究所・副所長（-2003年3月）
- 2000年 東京大学医科学研究所感染・免疫部門免疫調節分野教授。
- 2007年 富山大学大学院医学薬学研究部免疫バイオ・創薬探索研究講座客員教授。

## 受賞歴
- 1992年 持田記念学術賞
- 2003年 野口英世記念医学賞
- 2007年 パウル・エールリヒ賞
- 2018年 バイオインダストリー大賞
- 2023年 紫綬褒章[3]

## 著作
- 抗体実験マニュアル（共著） - 羊土社
- タンパク質研究のための抗体実験マニュアル - 羊土社
- 免疫研究の基礎技術（共著） - 羊土社